# We're Only in It for the Money
We're Only in It for the Money è il terzo album dei The Mothers of Invention, gruppo guidato da Frank Zappa. Come i due predecessori, il disco mescola elementi di stili fra loro diversissimi, parodia la cultura hippie e la Summer of Love, oltre ad offrire una satira sulla società degli Stati Uniti.
Inizialmente pubblicato nel 1968, il disco venne ripubblicato dalla Rykodisc nel 1986 con nuove registrazioni per le percussioni. Le parti censurate sulla prima versione vennero inoltre riammesse.
Nel 2003 l'album è stato inserito dalla rivista Rolling Stone alla posizione n. 296 nella lista dei migliori 500 dischi di sempre. Il disco è stato anche inserito da Q magazine nella lista dei "Migliori Album psichedelici di tutti i tempi".

## Antefatto
Nel 1967 Zappa concepì l'idea per un disco, Our Man in Nirvana, che doveva combinare la musica della sua band The Mothers of Invention con la comicità di Lenny Bruce (che si era esibito con Zappa al The Fillmore nel 1966). Ma quando venne pubblicato Sgt. Pepper's Lonely Hearts Club Band Zappa notò l'effetto e la popolarità che diede ai Beatles, e pensò che la scena flower power avrebbe avuto sempre maggiore influenza sulla cultura popolare. Di conseguenza decise di produrre un album satirico che parodiasse ogni aspetto di Sgt. Pepper e della società statunitense degli anni sessanta. 
L'unico rimasuglio dell'idea originale che compare in We're Only in It For The Money è la frase «Don't come in me, in me, in me...» nella canzone Harry, You're a Beast, e si riferisce ad una gag di Lenny Bruce riguardante l'eiaculazione.

## Il disco
L'album viene pubblicato nel 1968, nel massimo fulgore dell'epoca hippie. Zappa e i suoi accoliti, ben lungi dal voler essere dei portabandiera del movimento, anche se dei freak ante-litteram, pubblicano un disco in cui la critica ai figli dei fiori e alla loro filosofia love-peace-drugs (amore-pace-droghe) non è semplicemente costituita da osservazioni ironiche e irriverenti, ma da un vero e proprio violento attacco allo stile di vita hippy. I testi delle canzoni parlano degli effetti della droga sui giovani, del perché la società induca i giovani alla droga per rimbecillirli e tenerli buoni e "sedati" in una beata incoscienza, di come il consumismo abbia distrutto principi e valori della famiglia americana (vedi la rappresentazione tragicomica della violenza domestica in Harry you're a beast), e di come anche la protesta dei movimenti studenteschi sia diventata essa stessa parte del sistema che vorrebbe rovesciare.
Musicalmente, nel disco non ci sono canzoni vere e proprie, ma piuttosto brevi sketch sonori simili a jingle pubblicitari, anche se sofisticati dal punto di vista compositivo. La canzone Flower Punk è arrangiata sul brano Hey Joe di Billy Roberts reso celebre da Jimi Hendrix. Hendrix stesso appare tra l'altro sulla copertina del disco.

### Registrazione
Ray Collins aveva lasciato i Mothers prima che le sedute di registrazione a New York avessero luogo, ma successivamente era rientrato nella band in occasione dell'incisione dell'album Cruisin' with Ruben & the Jets. Gary Kellgren era stato scritturato come ingegnere del suono per il progetto, e in seguito si prestò a fornire alcune frasi di dialogo per collegare i vari segmenti di We're Only in It for the Money. Durante il processo di registrazione, la Verve richiese a Zappa di togliere un verso dalla canzone Mother People. Zappa accettò, ma incluse la frase incisa al contrario come parte della traccia Hot Poop, in chiusura della prima facciata del disco, ma anche questo "mascheramento" non fu sufficiente e il verso incriminato fu rimosso dalla Verve nelle successive ristampe dell'album.
Mentre registrava We're Only in It for the Money, Zappa scoprì che le corde del pianoforte a coda presente negli Apostolic Studios risuonavano se una persona parlava molto vicino alla strumento. L'esperimento "piano people" coinvolse Zappa che improvvisò parecchie linee di dialogo parlando a ruota libera. Varie altre persone contribuirono alle sessioni di registrazione, inclusi Eric Clapton, Rod Stewart e Tim Buckley. Le voci della "gente del piano" erano in prevalenza quelle di Motorhead Sherwood, Roy Estrada, Spider Barbour, All-Night John (il manager dello studio) e Louis Cuneo, che era stato notato per la sua bizzarra risata, che lo faceva sembrare un "tacchino psicotico".
Durante la produzione, Zappa sperimentò con tecniche di incisione e montaggio che produssero composizioni inusuali e brani di musique concrète; l'album contiene brevi canzoni interrotte da segmenti parlati e brani di altra musica senza una logica apparente, ma in realtà il tutto era stato attentamente studiato. Spezzoni di musica orchestrale inclusa nell'album provengono dall'album orchestrale di Zappa pubblicato in precedenza dalla Capitol Records con il titolo Lumpy Gravy (1967). La MGM dichiarò che Zappa aveva l'obbligo contrattuale di registrare per loro, e quindi successivamente Frank Zappa ri-montò Lumpy Gravy, pubblicandone una versione drasticamente differente su etichetta Verve Records, dopo l'uscita di We're Only in It for the Money.

### Copertina
Il design originale di copertina ideato da Cal Schenkel era un'evidente parodia della copertina del celebre Sgt. Pepper's Lonely Hearts Club Band dei Beatles, che venivano "presi in giro" con l'accusa di "far parte della controcultura (flower power) solo per i soldi" (We're Only in It For The Money è infatti il titolo dell'album). Schenkel ricreò il collage della copertina dei Beatles con dovizia di particolari, stravolgendone però il significato in chiave satirica, e Zappa spese 4,000 dollari (circa 28,000 dollari attuali) per la foto, che voleva fosse "una copia in negativo della copertina di Sgt. Pepper". Egli disse: «[Sgt. Pepper] ha un cielo azzurro;... noi abbiamo una tempesta.» Jimi Hendrix, amico di Zappa, partecipò alla sessione fotografica, prendendo posizione nello stesso punto dove, nella copertina dei Beatles, c'è una statua di cera di Sonny Liston.
Zappa telefonò a Paul McCartney chiedendogli il permesso di parodiare la copertina di Sgt. Pepper's e Paul gli disse che per lui la cosa andava anche bene ma che però avrebbe prima dovuto rivolgersi all'ufficio gestioni manageriali dei Beatles presso la EMI. La sensazione di Zappa, raccontata anni dopo, fu che McCartney non essendo entusiasta dell'idea, avesse cercato di osteggiare il progetto ritardando così l'uscita dell'album di qualche mese. La casa discografica di Zappa ebbe comunque paura di problemi legali relativi al copyright della cover del Sgt. Pepper e pretese che la foto venisse inserita all'interno del disco, mentre come copertina vera e propria fosse utilizzata una foto dei membri della band su sfondo giallo (immagine comunque simile a quella contenuta all'interno proprio del disco dei Beatles).
Nel 1986 la Rykodisc pubblicò una versione in CD dell'album con in copertina l'originale front cover "alla Sgt. Pepper", ma senza la foto del gruppo. Questa versione è accoppiata con l'album Lumpy Gravy.

### Censura
Nella versione originale del disco vi erano alcune parti di canzoni modificate o addirittura cancellate poiché ritenute offensive. Le parti censurate variano però a seconda dell'edizione che si possiede; secondo alcuni fu lo stesso Frank ad effettuare i primi tagli, mentre è probabilmente la Verve Records la responsabile della seconda serie di tagli. Le tracce censurate sono:
- Who Needs the Peace Corps?: una parte parlata che diceva: «I will love the police as they kick the shit out of me» ("Adoro quando la polizia mi prende a calci in culo").
- Concentration Moon: Gary Kellgren diceva sottovoce che i The Velvet Underground e i The Mothers of Invention erano shitty (trad. gruppi di merda).
- Harry You're a Beast: la frase «Don't come in me, in me» ("Non venirmi dentro") venne tagliata in alcune versioni dell'album.
- Absolutely Free: una parte parlata che diceva: «I don't do publicity balling for you any more» ("Non la darò più via per farti pubblicità") e rimarcava: «Flower power sucks!» ("Il Flower Power fa schifo!").
- Let's Make the Water Turn Black: alcune parti della canzone vennero tagliate.
- Mother People: un verso conteneva esplicitamente le parole fucking e shitty; venne rimpiazzato con un altro verso.

La versione del 1986 reintrodusse queste parti, mentre la versione del 1995 riproponeva anche la censura originale.

## Tracce
1. Are You Hung Up? – 1:25
2. Who Needs the Peace Corps? – 2:34
3. Concentration Moon – 2:22
4. Mom and Dad – 2:16
5. Telephone Conversation – 0:49
6. Bow Tie Daddy – 0:33
7. Harry, You're a Beast – 1:21
8. What's the Ugliest Part of Your Body? – 1:03
9. Absolutely Free – 3:24
10. Flower Punk – 3:03
11. Hot Poop – 0:26
12. Nasal Retentive Calliope Music – 2:02
13. Let's Make the Water Turn Black – 2:01
14. The Idiot Bastard Son – 3:18
15. Lonely Little Girl – 1:09
16. Take Your Clothes Off When You Dance – 1:32
17. What's the Ugliest Part of Your Body? (Reprise) – 1:02
18. Mother People – 2:26
19. The Chrome Plated Megaphone of Destiny – 6:26

## Formazione
- Frank Zappa - chitarra, pianoforte, voce & Suzy Creamcheese nella voce al telefono
- Dick Barber - voce
- Jimmy Carl Black - tromba, batteria, voce
- Eric Clapton - parti parlate
- Roy Estrada - basso, voce
- Bunk Gardner - flauto
- Gary Kellgren - flauto
- Billy Mundi - batteria, voce
- Don Preston - tastiere
- Euclid James "Motorhead" Sherwood - sassofono baritono, sassofono soprano, voce
- Spider
- Ian Underwood - pianoforte, tastiere, voce, flauto
- Pamela Zarubica - voce